# Kniefehlstellung

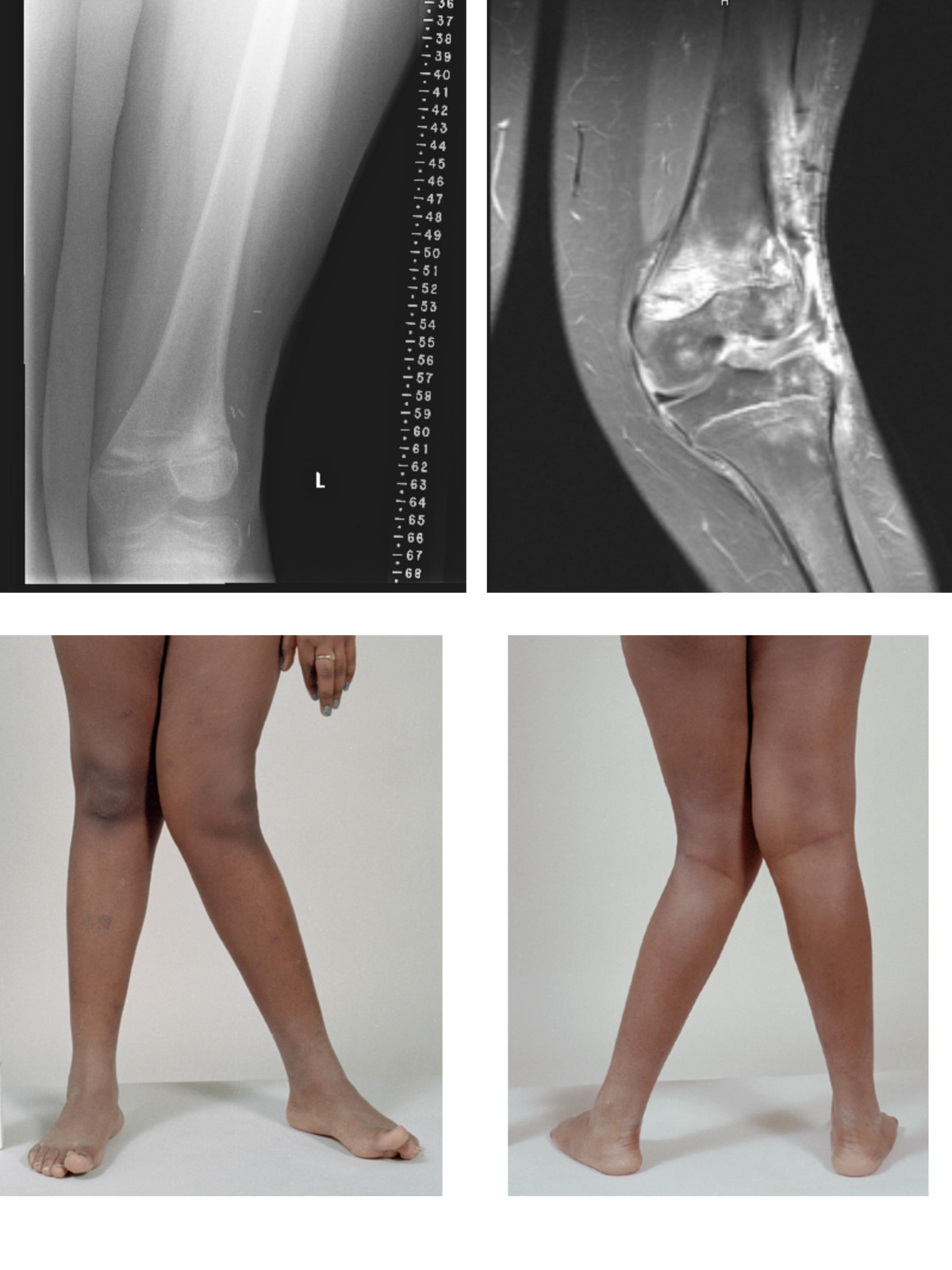
X-Bein-Stellung (Genu valgum)

Eine Kniefehlstellung ist eine Achsabweichung zwischen Oberschenkel und Unterschenkel. Eine genauere Bezeichnung ist Achsenfehlstellung am Kniegelenk, während eine Beinachsenfehlstellung ihre Ursache in einer Kniefehlstellung haben kann, aber auch durch Fehlstellungen am Hüftgelenk, Fuß, Ober- oder Unterschenkelknochen bedingt sein kann.
In der Ansicht von vorn auf die Frontalebene erscheint eine Achsfehlstellung bei gestrecktem Bein als O-Bein oder Genu varum, wenn der Unterschenkel im Vergleich zur Oberschenkelachse nach innen abweicht (Varusstellung), beziehungsweise als X-Bein oder Genu valgum, wenn der Unterschenkel im Vergleich zur Oberschenkelachse nach außen abweicht (Valgusstellung). Die Folge ist jeweils eine einseitige Mehrbelastung des Kniegelenks.
Eine Überstreckung des Knies ist eine Fehlstellung in der Sagittalebene und wird als Genu recurvatum bezeichnet. Eine Rotationsfehlstellung des Knies kann mit Achsenfehlstellungen einhergehen; allein tritt sie jedoch sehr selten auf.

## Definition
Bei der Normalstellung liegt der Mittelpunkt des Kniegelenks genau auf der Linie zwischen dem Mittelpunkt des Hüftgelenks und des Sprunggelenks (Mikulicz-Linie). Der außenseitig gemessene Winkel zwischen den Schaftachsen des Oberschenkels und des Unterschenkels beträgt ca. 174°.
- Eine O-Bein-Stellung (ein Genu varum) liegt bei einem deutlich größeren Winkel (ab ca. 180°[1]) vor (lat. varus = „auswärts gebogen, krummbeinig“).[2] Dann liegt das Knie weitgehend außerhalb der Mikulicz-Linie, siehe auch Varusstellung.
- Eine X-Bein-Stellung (ein Genu valgum) liegt bei einem deutlich kleineren Winkel (ab ca. 171°[1]) vor (lat. valgus = „säbelbeinig“).[3] In diesem Fall liegt das Knie deutlich weiter innenseitig der Mikulicz-Linie, siehe auch Valgusstellung.

Meistens haben beide Kniegelenke dieselbe Fehlstellung. Wenn man beide Beine zusammen betrachtet, ergibt sich das Bild eines O bzw. eines X. Die Bezeichnungen O-Beine und X-Beine werden daher vorzugsweise im Plural verwendet.

Achsenfehlstellung der Beine
O-Beine
Normalstellung
X-Beine

## Ursachen von X-Beinen
Bei Rachitis wird durch einen Mangel an Vitamin D der Knochenaufbau gestört. Der Knochen härtet nicht richtig aus und kann das Körpergewicht nicht tragen. Die Folgen können sowohl X-Beine als auch O-Beine sein. Auch die nicht durch einen Vitamin-D-Mangel ausgelöste Hypophosphatasie (oder Phosphatase-Mangel-Rachitis) kann zu einer ausgeprägten X-Bein-Stellung führen.
Auch die Kinderlähmung kann X-Beine hervorrufen.
X-Beine sind selten angeboren. Beim Kleinkind können X-Beine durch Nachtschienen oder Gips korrigiert werden.

## Folgeschäden und mögliche Therapien
Die langfristige Folge kann eine vorzeitige Arthrose des Kniegelenkes (Gonarthrose) sein. Bei einem X-Bein wird die Außenseite des Kniegelenks stärker belastet, also der äußere Gelenkknorren des Oberschenkelknochens (Condylus lateralis femoris) und die äußere Hälfte des Schienbeinplateaus. Dadurch kann der Außenmeniskus überbeansprucht werden und es kommt zu einer lateralen Gonarthrose. Bei einem O-Bein wird der innere Bereich des Kniegelenks stärker belastet, vor allem der innere Gelenkknorren des Oberschenkelknochens (Condylus medialis femoris). Dadurch kann der Innenmeniskus überbeansprucht werden und es kommt zu einer medialen Gonarthrose.
Bei einer signifikanten Fehlstellung kann vor Wachstumsabschluss eine Epiphyseodese durchgeführt werden, bei der die Wachstumsfugen einseitig vorzeitig geschlossen werden und dann das Restwachstum der an der anderen Seite noch offenen Wachstumsfuge zu einem Ausgleich der Fehlstellung führt. Später nach Wachstumsabschluss kann eine Fehlstellung durch eine Umstellungsosteotomie oberhalb der Gelenkknorren des Oberschenkelknochens (suprakondyläre Femur-Osteotomie) oder unter dem Schienbeinplateau (hohe Tibiakopf-Osteotomie) korrigiert werden.
Ist bereits eine wesentliche Arthrose vorhanden, wird in der Regel keine Umstellungsosteotomie mehr vorgenommen, sondern bei entsprechender Indikation eine Kniegelenksprothese implantiert. Bei vollständig einseitigem Verschleiß außen oder innen ist auch eine unikondyläre Schlittenprothese eine gute Indikation.